# Moritz Krebs
Moritz Krebs (* 1998) ist ein Schweizer Unihockeyspieler, der beim Nationalliga-A-Verein HC Rychenberg Winterthur unter Vertrag steht.

## Karriere
Krebs debütierte 2017 in der Nationalliga A für den HC Rychenberg Winterthur.

## Privat
Sein Bruder Philipp ist Cheftrainer der ersten Mannschaft.